# Lijst van voetbalinterlands Sierra Leone - Togo
Deze lijst van voetbalinterlands is een overzicht van alle officiële voetbalwedstrijden tussen de nationale teams van Sierra Leone en Togo. De West-Afrikaanse landen speelden tot op heden acht keer tegen elkaar. De eerste ontmoeting, een kwalificatiewedstrijd voor de Afrika Cup 1984, werd gespeeld in Lomé op 14 november 1982. Het laatste duel, een vriendschappelijke wedstrijd, vond plaats op 24 maart 2022 in Aksu (Turkije).

## Wedstrijden
| № | Plaats   | Datum            | Competitie                   | Wedstrijd           | Uitslag |
| - | -------- | ---------------- | ---------------------------- | ------------------- | ------- |
| 1 | Lomé     | 14 november 1982 | Afrika Cup 1984 kwalificatie | Togo – Sierra Leone | 3 – 0   |
| 2 | Freetown | 28 november 1982 | Afrika Cup 1984 kwalificatie | Sierra Leone – Togo | 0 – 1   |
| 3 | Conakry  | 9 januari 1993   | Afrika Cup 1994 kwalificatie | Sierra Leone – Togo | 0 – 0   |
| 4 | Freetown | 20 augustus 2000 | Afrika Cup 2002 kwalificatie | Sierra Leone – Togo | 2 – 0   |
| 5 | Lomé     | 3 september 2000 | Afrika Cup 2002 kwalificatie | Togo − Sierra Leone | 2 − 0   |
| 6 | Lomé     | 24 maart 2007    | Afrika Cup 2008 kwalificatie | Togo − Sierra Leone | 3 − 1   |
| 7 | Freetown | 3 juni 2007      | Afrika Cup 2008 kwalificatie | Sierra Leone − Togo | 0 − 1   |
| 8 | Aksu     | 24 maart 2022    | Vriendschappelijk            | Togo − Sierra Leone | 3 − 0   |

## Samenvatting
| Competitie              | Totaal gespeeld | Winst Sierra Leone | Gelijk | Winst Togo | Doelsaldo Sierra Leone – Togo |
| ----------------------- | --------------- | ------------------ | ------ | ---------- | ----------------------------- |
| Afrika Cup-kwalificatie | 7               | 1                  | 1      | 5          | 3 – 10                        |
| Vriendschappelijk       | 1               | 0                  | 0      | 1          | 0 − 3                         |
| Totaal                  | 8               | 1                  | 1      | 6          | 3 – 10                        |

SLFA · 
A-internationals · 
Sierra Leoons vrouwenelftal
1966 – 1979 · 
1980 – 1989 · 
1990 – 1999 · 
2000 – 2009 · 
2010 – 2019 ·
2020 − 2029
Algerije ·
Angola ·
Benin ·
Burkina Faso ·
Burundi ·
China ·
Comoren ·
Congo-Brazzaville ·
Congo-Kinshasa ·
Djibouti ·
Egypte ·
Equatoriaal-Guinea ·
Ethiopië ·
Gabon ·
Gambia ·
Ghana ·
Guinee ·
Guinee-Bissau ·
Irak ·
Iran ·
Ivoorkust ·
Jordanië ·
Kaapverdië ·
Kameroen ·
Kenia ·
Lesotho ·
Liberia ·
Malawi ·
Mali ·
Marokko ·
Mauritanië ·
Niger ·
Nigeria ·
Sao Tomé en Principe ·
Senegal ·
Seychellen ·
Soedan ·
Somalië ·
Swaziland ·
Togo ·
Tsjaad ·
Tunesië ·
Zambia ·
Zuid-Afrika
FTF · Selecties · Togolees vrouwenelftal
1950 – 1959 · 
1960 – 1969 · 
1970 – 1979 · 
1980 – 1989 · 
1990 – 1999 · 
2000 – 2009 · 
2010 – 2019 ·
2020 − 2029
WK 2006
Algerije ·
Angola ·
Bahrein ·
Benin ·
Botswana ·
Bukina Faso ·
Centraal-Afrikaanse Republiek ·
Chili ·
Comoren ·
Congo-Bazzaville ·
Congo-Kinshasa ·
Denemarken ·
Djibouti ·
Egypte ·
Equatoriaal-Guinea ·
Ethiopië ·
Frankrijk ·
Gabon ·
Gambia ·
Ghana ·
Guinee ·
Guinee-Bissau ·
Iran ·
Ivoorkust ·
Japan ·
Kaapverdië ·
Kameroen ·
Kenia ·
Lesotho ·
Liberia ·
Libië ·
Liechtenstein ·
Luxemburg ·
Madagaskar ·
Malawi ·
Mali ·
Marokko ·
Mauritanië ·
Mauritius ·
Mozambique ·
Namibië ·
Niger ·
Nigeria ·
Oeganda ·
Oman ·
Paraguay ·
Rwanda ·
Sao Tomé en Principe ·
Saoedi-Arabië ·
Senegal ·
Sierra Leone ·
Soedan ·
Swaziland ·
Tsjaad ·
Tunesië ·
Verenigde Arabische Emiraten ·
Zambia ·
Zimbabwe ·
Zuid-Korea ·
Zuid-Soedan ·
Zwitserland
Frankrijk (2006) · 
Zuid-Korea (2006) · 
Zwitserland (2006)